# Ygraine
Ygraine (en ancien français : Ygerne ou Igerne ; en anglais : Igraine) est un personnage du cycle arthurien, femme du duc de Cornouailles. Le roi Uther Pendragon, fou amoureux d'elle, a recours à la magie de Merlin pour s'unir à Ygraine une nuit, d'où est né le roi Arthur. Avec son époux Gorlois de Tintagel, elle donne naissance à trois filles, Élaine, Morgause et Morgane. Elle épouse Uther après la mort de son mari.
Alors qu'il s'agissait à l'origine d'un personnage d'envergure, exerçant un pouvoir décisionnel, les textes plus tardifs de la littérature arthurienne la décrivent comme une femme soumise, répondant aux canons de l'amour courtois.

## Étymologie et terminologie
Du fait du grand nombre des manuscrits mentionnant ce personnage, il existe aussi une grande variété de noms : Agyana, Eigyr, Hierna, Igraine, Igrayne, Igern(a), Izerla, Izerna, Ugerne, Ygerne, Ygraine et Yguerne

## Ygraine dans la littérature arthurienne médiévale

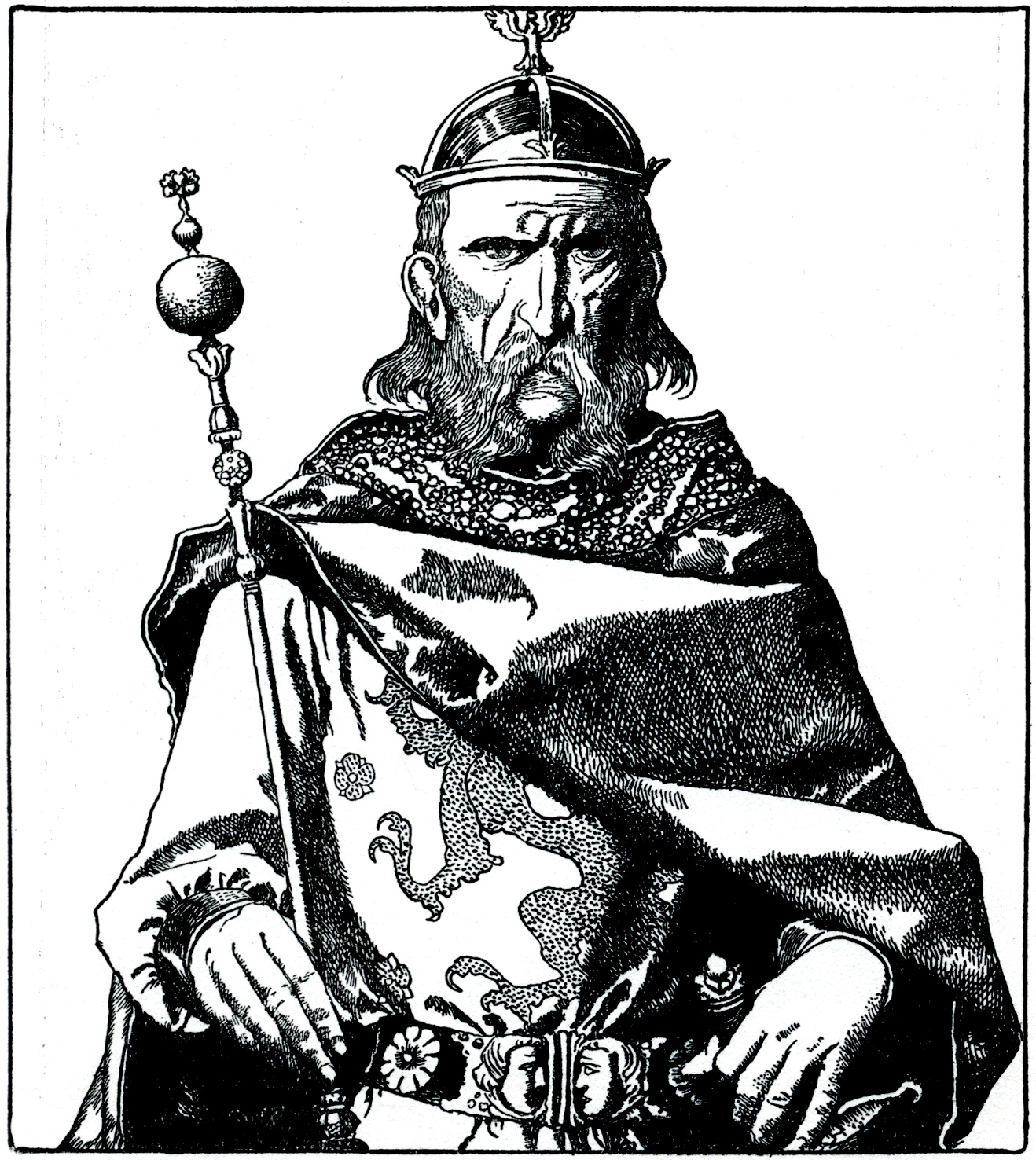
Uther Pendragon, mari d'Ygraine après le décès du duc de Cornouailles

Sa première apparition, sous le nom d'Eigyr, se fait dans le manuscrit de Culhwch et Olwen, où elle est la fille d'Amlawdd. Les textes gallois lui attribuent aussi un fils nommé Gormant, une sœur (Goleudydd) et sept frères.
Dans l’Historia Regum Britanniae (Histoire des rois de Bretagne) de Geoffrey de Monmouth, Ygraine fait son apparition avec son mari le duc de Cornouailles lors d'une fête de Noël où le roi Uther Pendragon tient cour à Carduel. Uther en tombe follement amoureux, mais il se montre très correct et la laisse partir normalement à la fin de la fête. Sur le point de mourir d'amour, il se confie à son ami Urfin, qui lui conseille de courtiser Ygraine. La situation dégénère, et la guerre se déclare entre le roi Uther et le duc de Cornouailles, époux d'Ygaine. L'enchanteur Merlin se présente au roi et lui offre son aide contre le serment de lui donner ce qu'il demandera en retour. Grâce à l'un de ses sorts, il donne à Uther l'apparence du duc de Cornouailles, ce qui lui permet de passer une nuit avec Ygraine. Merlin exige que l'enfant à naître (Arthur) lui soit confié, et conseille Uther de ne pas mettre Ygraine au courant du subterfuge. Ygraine ne revoit plus son fils jusqu'au jour de son couronnement.
Ygraine a passé toute son enfance sur l'île sacrée d'Avalon, ce qui lui a conféré le don de voyance. Elle s'en confie au prêtre Colomba, qui voit dans ce don la marque de forces démoniaques. Elle est la femme du duc de Cornouailles, Gorlois (ou Goloët, Hoel, à Tintagel), dont elle a plusieurs enfants, essentiellement des filles : Élaine, Morgause (Morcades) et Morgane (Morgain). Après le décès de son mari, Ygraine épouse Uther Pendragon. Dans Merlin, Robert de Boron rapporte que c'est l'Enchanteur lui-même qui souffle cette solution aux barons du royaume en réparation du préjudice causé par la mort du duc de Cornouailles. Chrétien de Troyes indique dans Perceval ou le Conte du Graal, qu'Ygraine s'est retirée dans un palais lointain (Canguin Rock) après la mort d'Uther, où elle a recueilli sa fille (Morgause) et sa petite-fille qui a pour nom Clarissant. C'est son petit-fils, Gauvain, qui les retrouvera au cours de ses aventures.

## Analyse
Le personnage d'Ygraine revêt une personne certaine envergure dans l'œuvre de Geoffrey de Monmouth, par opposition aux écrits plus tardifs et notamment le roman de Brut. Les auteurs adaptent Ygraine à la mode de l'amour courtois. L’Historia Regum Britanniae précise par exemple qu'Uther courtise Igerna (Ygraine), alors qu'il prend littéralement possession d'elle dans les écrits plus tardifs. Ce récit ajoute qu'une fois mariés, Ygraine et Uther tous deux sont traités en égaux. Monmouth précise qu'Uther comble sa femme de cadeaux précieux (vaisselle en or, plats fins, servants) alors que le roi Uther de Wace se montre simplement courtois envers sa femme, grâce à des attentions et des gestes d'amour. Wace développe par contre la relation romantique entre Uther et Ygraine, et la présente comme une femme courtoise dotée de toutes les qualités des héroïnes des romances. En éludant la question de son égalité avec Uther après son mariage, il achève une « domestication partielle de l'Igerna de Monmouth », selon Fiona Tolhurs. Certains aspects de la vie d'Ygraine, comme son mariage, se voient accorder moins d'importance au profit d'une histoire désormais centrée sur son mari Uther, et son fils Arthur. Chez Wace, Ygraine n'est plus que « la destinataire passive et craintive de l'amour d'Uther », une femme vulnérable en attente de la protection d'un homme. Objet d'amour, Ygraine n'a de valeur qu'en tant qu'elle répond au désir d'Uther et donne naissance à son fils Arthur.
Dans la Demanda espagnole, Merlin fait un songe prophétique qui lui annonce qu'il souffrira à cause d'une femme, en expiation de son implication dans le viol d'Ygraine.

## Interprétations modernes
Ygraine apparaît dans l'œuvre féministe et celtophile de Marion Zimmer Bradley, Les Dames du Lac.

### Films
Ygraine ou Ygerne apparait dans plusieurs films sur la légende arthurienne : 
- 1981 : Excalibur de John Boorman, où elle est interprétée par Katrine Boorman
- 1998 : Merlin de Steve Barron, où elle est jouée par Rachel de Thame
- 2001 : Les Brumes d'Avalon d'Uli Edel, où elle est interprétée par Caroline Goodall

### Séries télévisées
- 2005 : Kaamelott d'Alexandre Astier, où elle est interprétée par Josée Drevon[10]
- 2008 : Merlin (série télévisée) , où elle est interprétée par Alice Patten.
- 2011 : Camelot (série télévisée), où elle est interprétée par Claire Forlani.
- 2020 : Cursed (série télévisée)